# Kulmunkijärvi, Norrbotten
Kulmunkijärvi är en sjö i Övertorneå kommun i Norrbotten och ingår i Torneälvens huvudavrinningsområde. Sjön har en area på 0,14 kvadratkilometer och ligger 232,2 meter över havet. Kulmunkijärvi ligger i Torne och Kalix älvsystem Natura 2000-område.

## Delavrinningsområde
Kulmunkijärvi ingår i det delavrinningsområde (743917-183534) som SMHI kallar för Mynnar i Aapuajoki. Medelhöjden är 240 meter över havet och ytan är 24,12 kvadratkilometer. Det finns inga avrinningsområden uppströms utan avrinningsområdet är högsta punkten. Vattendraget som avvattnar avrinningsområdet har biflödesordning 4, vilket innebär att vattnet flödar genom totalt 4 vattendrag innan det når havet efter 175 kilometer. Avrinningsområdet består mestadels av skog (82 procent) och sankmarker (11 procent). Avrinningsområdet har 0,14 kvadratkilometer vattenytor vilket ger det en sjöprocent på 0,6 procent.